# Edvige di Holstein-Gottorp
Edvige di Holstein-Gottorp (Gottorp, 23 dicembre 1603 – Norimberga, 22 marzo 1657) fu una nobile del Ducato di Holstein-Gottorp e principessa palatina di Sulzbach.

## Biografia
Era figlia di Giovanni Adolfo di Holstein-Gottorp, duca di Holstein-Gottorp dal 1587 al 1616, e della principessa Augusta di Danimarca.
Venne data in sposa ad Augusto del Palatinato-Neuburg, principe palatino di Sulzbach dal 1615 e membro della dinastia Wittelsbach; il matrimonio venne celebrato a Husum il 15 luglio 1620.
Alla morte del marito, avvenuta a Weinheim il 14 agosto 1632, il principato passò a loro figlio Cristiano Augusto.

## Discendenza
Diede alla luce sette figli, riuscendo a dare al marito e alla dinastia palatina di Sulzbach l'erede maschio:
- Anna Sofia (Sulzbach, 17 luglio 1621-Hochhaus, 25 maggio 1675), che sposò il conte Gioacchino Ernesto di Oettingen-Oettingen;
- Cristiano Augusto (Sulzbach, 26 luglio 1622-Sulzbach, 23 aprile 1708), che sposò Amalia di Nassau-Siegen;
- Adolfo Federico (Sulzbach, 31 agosto 1623-Sulzbach, 14 marzo 1624);
- Augusta Sofia (Sulzbach, 22 novembre 1624-Norimberga, 30 aprile 1682), che sposò il principe Wenzel Eusebius von Lobkowicz;
- Giovanni Ludovico (Sulzbach, 22 dicembre 1625-Norimberga, 30 ottobre 1649);
- Filippo Fiorino (Sulzbach, 29 gennaio 1630-Norimberga, 4 aprile 1703);
- Dorotea Susanna (Sulzbach, 17 agosto 1631-Norimberga, 3 luglio 1632).

## Ascendenza
|                                     |                            |                                   | Genitori                           |  |  | Nonni |  |  | Bisnonni                |  |  | Trisnonni                |  |
|                                     |                            |                                   |                                    |  |  |       |  |  | Federico I di Danimarca |  |  | Cristiano I di Danimarca |  |
|                                     |                            |                                   |                                    |  |  |       |  |  | Federico I di Danimarca |  |  | Cristiano I di Danimarca |  |
|                                     |                            | Dorotea di Brandeburgo            |                                    |  |  |       |  |  | Federico I di Danimarca |  |  |                          |  |
| Adolfo di Holstein-Gottorp          |                            |                                   |                                    |  |  |       |  |  | Federico I di Danimarca |  |  |                          |  |
|                                     |                            | Sofia di Pomerania                | Boghislao X di Pomerania           |  |  |       |  |  |                         |  |  |                          |  |
|                                     |                            | Sofia di Pomerania                | Boghislao X di Pomerania           |  |  |       |  |  |                         |  |  |                          |  |
|                                     |                            | Sofia di Pomerania                | Anna di Polonia                    |  |  |       |  |  |                         |  |  |                          |  |
| Giovanni Adolfo di Holstein-Gottorp |                            | Sofia di Pomerania                |                                    |  |  |       |  |  |                         |  |  |                          |  |
|                                     |                            | Filippo I d'Assia                 | Guglielmo II d'Assia               |  |  |       |  |  |                         |  |  |                          |  |
|                                     |                            | Filippo I d'Assia                 | Guglielmo II d'Assia               |  |  |       |  |  |                         |  |  |                          |  |
|                                     |                            | Filippo I d'Assia                 | Anna di Meclemburgo-Schwerin       |  |  |       |  |  |                         |  |  |                          |  |
| Cristina d'Assia                    |                            | Filippo I d'Assia                 |                                    |  |  |       |  |  |                         |  |  |                          |  |
|                                     |                            | Cristina di Sassonia              | Ernesto di Sassonia                |  |  |       |  |  |                         |  |  |                          |  |
|                                     |                            | Cristina di Sassonia              | Ernesto di Sassonia                |  |  |       |  |  |                         |  |  |                          |  |
|                                     |                            | Cristina di Sassonia              | Elisabetta di Baviera              |  |  |       |  |  |                         |  |  |                          |  |
| Edvige di Holstein-Gottorp          |                            | Cristina di Sassonia              |                                    |  |  |       |  |  |                         |  |  |                          |  |
|                                     | Cristiano III di Danimarca | Federico I di Danimarca           |                                    |  |  |       |  |  |                         |  |  |                          |  |
|                                     | Cristiano III di Danimarca | Federico I di Danimarca           |                                    |  |  |       |  |  |                         |  |  |                          |  |
|                                     | Cristiano III di Danimarca | Anna del Brandeburgo              |                                    |  |  |       |  |  |                         |  |  |                          |  |
| Federico II di Danimarca            | Cristiano III di Danimarca |                                   |                                    |  |  |       |  |  |                         |  |  |                          |  |
|                                     |                            | Dorotea di Sassonia-Lauenburg     | Magnus I di Sassonia-Lauenburg     |  |  |       |  |  |                         |  |  |                          |  |
|                                     |                            | Dorotea di Sassonia-Lauenburg     | Magnus I di Sassonia-Lauenburg     |  |  |       |  |  |                         |  |  |                          |  |
|                                     |                            | Dorotea di Sassonia-Lauenburg     | Caterina di Braunschweig-Lüneburg  |  |  |       |  |  |                         |  |  |                          |  |
| Augusta di Danimarca                |                            | Dorotea di Sassonia-Lauenburg     |                                    |  |  |       |  |  |                         |  |  |                          |  |
|                                     |                            | Ulrico III di Meclemburgo-Güstrow | Alberto VII di Meclemburgo-Güstrow |  |  |       |  |  |                         |  |  |                          |  |
|                                     |                            | Ulrico III di Meclemburgo-Güstrow | Alberto VII di Meclemburgo-Güstrow |  |  |       |  |  |                         |  |  |                          |  |
|                                     |                            | Ulrico III di Meclemburgo-Güstrow | Anna di Brandeburgo                |  |  |       |  |  |                         |  |  |                          |  |
| Sofia di Meclemburgo-Güstrow        |                            | Ulrico III di Meclemburgo-Güstrow |                                    |  |  |       |  |  |                         |  |  |                          |  |
|                                     |                            | Elisabetta di Danimarca           | Federico I di Danimarca            |  |  |       |  |  |                         |  |  |                          |  |
|                                     |                            | Elisabetta di Danimarca           | Federico I di Danimarca            |  |  |       |  |  |                         |  |  |                          |  |
|                                     |                            | Elisabetta di Danimarca           | Sofia di Pomerania                 |  |  |       |  |  |                         |  |  |                          |  |
|                                     |                            | Elisabetta di Danimarca           |                                    |  |  |       |  |  |                         |  |  |                          |  |